# Cumquat japonès
El cumquat japonès Fortunella japonica o Citrus japonica (en anglès Marumi Kumquats) és una espècie d'arbret (de 2,5 a 4,5 m d'alt) fruiter de fruit comestible el qual és de la mida d'una oliva grossa. El nom de cumquat deriva del cantonès "gam gwat".
Aquesta espècie és nativa del sud d'Àsia i de la regió Pacífico-asiatica. La primera menció històrica d'aquesta espècie apareix a la Xina i ja al segle xii es cultivava al Japó, Taiwan, les Filipines, i el sud-st d'Asia. Van ser introduïts a Europa l'any 1846 per part de Robert Fortune, de la London Horticultural Society, i poc més tard ho van ser a Amèrica del Nord.

## Classificació
Carl Peter Thunberg originàriament va classificar el cumquat japonès com Citrus japonica en el seu llibre de 1784 titulat Flora Japonica. El 1915, Walter T. Swingle el reclassificà en un gènere segregat, Fortunella, que va rebre aquest nom en honor de Robert Fortune. Generalment es reconeixen 6 espècies de Fortunella — El cumquat japonès (F. japonica) i els altres cumquats F. margarita, F. crassifolia, F. hindsii, F. obovata i F. polyandra. El llibre The Flora of China torna els cumquats al gènere Citrus i posa totes les espècies dins una sola espècie, el cumquat japonès (Citrus japonica).

## Varietats

### Cumquat rodó
El cumquat rodó (també dit en anglès Marumi kumquat o Morgani kumquat) és un arbre perennifoli, que produeix fruits comestibles de color groc daurat. El fruit és petit i normalment arrodonit però pot tenir forma oval. La pèla té un gust dolç, però el fruit és agra al centre. El fruit es pot menjar cru però principalment se'n fan melmelades o es confiten amb sucre. És un arbre ornamental i també se'n pot fer un bonsai. A la Xina aquesta espècie simbolitza la bona sort i el mateix també en altres països asiàtics. De vegades es regala en l'Any Nou Xinès. És cultiva més sovint que altres espècies (o varietats) de cumquats i tolera fins a cert punt el fred (la planta suprta gelades de fins -10 °C però els fruits glaçats s'espatllen ja abans). Pot mantenir-se com a planta d'interior.

### Usos

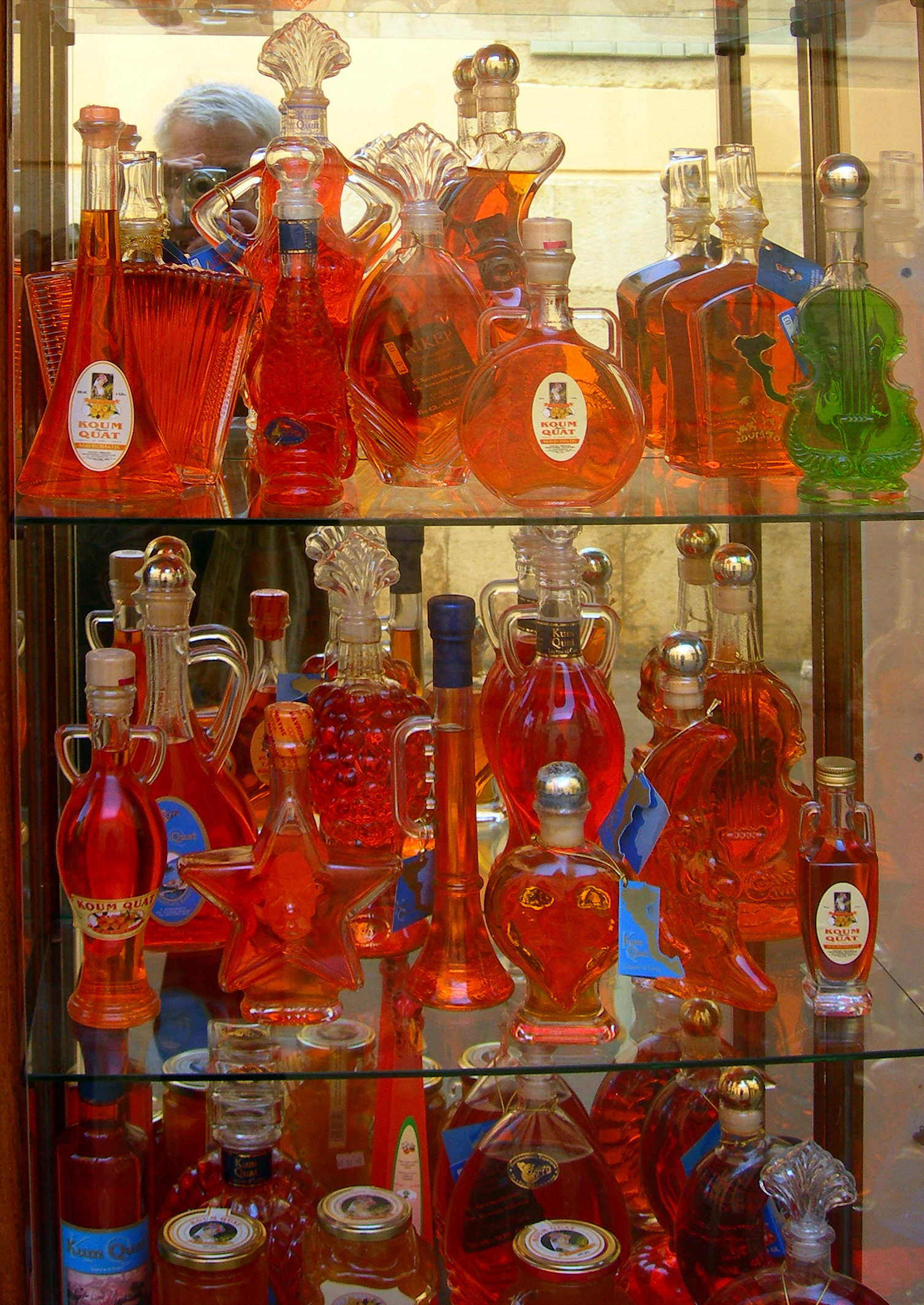
Licor de cumquat Corfú, Grècia

Els cumquats es poden menjar crus amb la pèla i tot. De vegades només es menja la pèla. Es considera que el fruit ja és madur quan arriba a l'estadi de color taronja groguenc i ja ha perdut l'últim to de verd.
Cuinat se'n fan melmelades i gelees. També es tallen i s'afegeixen a les amanides. També és un guarniment en els cocktails, incloent el martini substituint la tradicional oliva. El licor de cumquat mescla el fruit amb vodka o altres licor clars. A Europa també es fa servir en les postres.
Els cantonesos sovint conserven els cumquats en sal o sucre posats en un recipient. Amb el temps el suc es difon dins la sal formant una salmorra i el fruit queda arrugat i marronós. Els fruits així s'utilitzen tradicionalment com a remei pel mal de coll.
A les Filipines i Taiwan els cumquats s'afegeixen al te verd i el te negre.

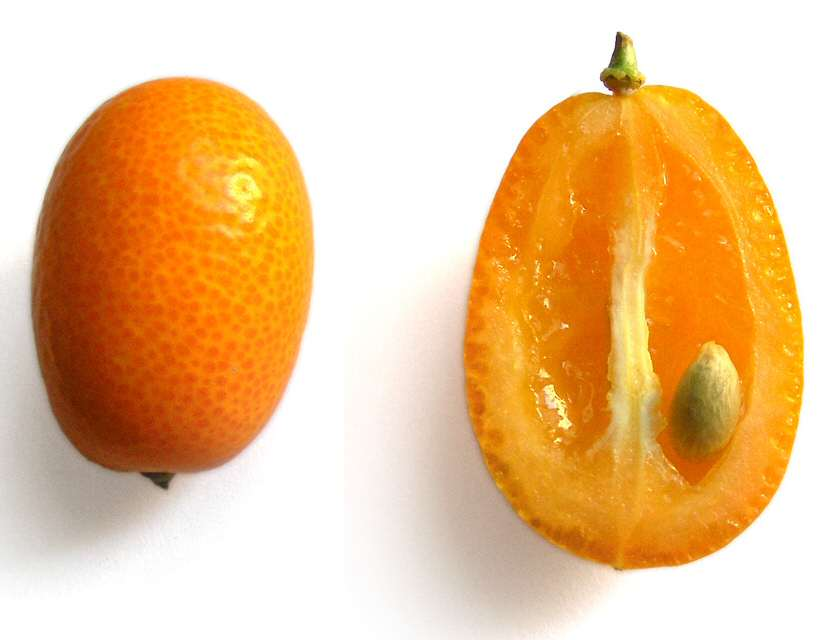
Secció transversal del fruit del cumquat

## Composició
L'oli essencial de la pèla del cumquat conté gran part de l'aroma del fruit i té principalment limonè, amb un 93% del total. A més del limonè té alfa-Pinè (0,34%), els dos monoterpens, és ric en (0,38% del total) en sesquiterpens com α-bergamotè (0.021%), cariofil·lè (0,18%), α-humulè (0,07%) i α-muurolè (0,06%). També té èsters cetones i diversos aldehids entre d'altres.